# Dipelta
Dipelta là một chi thực vật gồm khoảng 3 loài trong họ Caprifoliaceae. Các loài trong chi này là bản địa Trung Quốc, với tên gọi chung trong tiếng Trung là 双盾木 (song thuẫn mộc).
Năm 2013, trên cơ sở chứng cứ phát sinh chủng loài phân tử cho thấy nhánh Linnaea là đơn ngành nên Maarten Christenhusz đề xuất mở rộng chi Linnaea để bao gồm tất cả các loài thuộc các chi Abelia (trừ tổ Zabelia), Diabelia, Dipelta, Kolkwitzia và Vesalea. Đề xuất này được một số nguồn thứ cấp chấp nhận, như Plants of the World Online (POWO). Tuy nhiên, điều này bị phần lớn các tài liệu khoa học và thực vật chí sau đó từ chối và các tài liệu này vẫn duy trì các chi truyền thống, trên cơ sở các khác biệt về hình thái, sinh địa lý học và duy trì sự ổn định danh pháp.

## Mô tả
Cây bụi, mọc thẳng, lá sớm rụng. Các chồi mùa đông với vài cặp vảy. Lá mọc đối, không có lá kèm, cuống lá ngắn, hơi có lông tơ ở gân và mép lá, mép lá nguyên hoặc có răng cưa ở đỉnh. Cụm hoa gồm các đơn độc, hình chùy; bầu nhụy với 4 lá bắc ở gốc; các lá bắc có kích thước không đều, 2 lá bắc lớn hơn hợp sinh chặt với bầu nhụy. Lá đài 5, thẳng đến hình mũi mác, hợp nhất nhiều hay ít tại gốc. Tràng hoa 2 môi, thu hẹp rõ rệt và lồi ở gốc; môi trên 2 thùy; môi dưới 3 thùy. Nhị 4, 2 cặp so le, hợp sinh một phần với ống tràng, không thò ra. Bầu nhụy 4 ngăn, 2 ngăn với 2 loạt noãn vô sinh, 2 ngăn với một lá noãn hữu sinh ở mỗi ngăn; vòi nhụy hơi ngắn hơn tràng hoa. Quả bế với 2 lá bắc cùng phát triển, có màng, giống như cánh ở gốc, đỉnh với đài hoa bền.

## Danh sách loài
- Dipelta elegans Batalin, 1895 – Trung Quốc (Cam Túc, Tứ Xuyên, Thiểm Tây?). Tên tiếng Trung: 优美双盾木 (ưu mĩ song thuẫn mộc).
- Dipelta floribunda Maxim., 1877  – Trung Quốc (Cam Túc, Quảng Tây, Hồ Bắc, Hồ Nam, Thiểm Tây, Tứ Xuyên). Tên tiếng Trung: 双盾木 (song thuẫn mộc).
- Dipelta yunnanensis Franch., 1891 – Trung Quốc (Cam Túc, Quý Châu, Hồ Bắc, Thiểm Tây, Tứ Xuyên, Vân Nam) và khu vực cận kề thuộc Myanmar. Tên tiếng Trung: 云南双盾木 (Vân Nam song thuẫn mộc).